# NGC 4690
NGC 4690 is een elliptisch sterrenstelsel in het sterrenbeeld Maagd. Het hemelobject werd op 11 april 1787 ontdekt door de Duits-Britse astronoom William Herschel.

## Synoniemen
- UGC 7964
- MCG 0-33-12
- ZWG 15.21
- PGC 43202